# Polypedilum hirtimanum
Polypedilum hirtimanum är en tvåvingeart som beskrevs av Jean-Jacques Kieffer 1915. Polypedilum hirtimanum ingår i släktet Polypedilum och familjen fjädermyggor.
Artens utbredningsområde är Tyskland. Inga underarter finns listade i Catalogue of Life.